# 大槌地域振興
大槌地域振興株式会社（おおつちちいきしんこう）は、岩手県上閉伊郡大槌町に本社を置く企業である。
交通関係の事業としては、「大槌観光バス」の名で貸切バス事業を営むほか、大槌町内での路線バスの運行も行っている。

## 沿革
- 1990年3月 - 設立。
- 2001年4月1日 - 廃止路線代替バスと患者輸送バスとの一元化を試験運行開始。
- 2001年10月1日 - 廃止路線代替バスと患者輸送バスとの一元化を本格実施開始。
  - 当時の路線は、金沢線（桜木町 - 大貫台）及び長井・小槌線（大槌病院 - 徳並 - 上長井）。
- 2019年
  - 3月24日 - 廃止路線代替バスの役割を果たす町民バスのダイヤ改正。大槌駅乗り入れ開始。患者輸送バスの役割を果たす臨時バスを廃止。
  - 12月16日 - 町民バスのダイヤ改正。循環線の新設。

## 運行路線

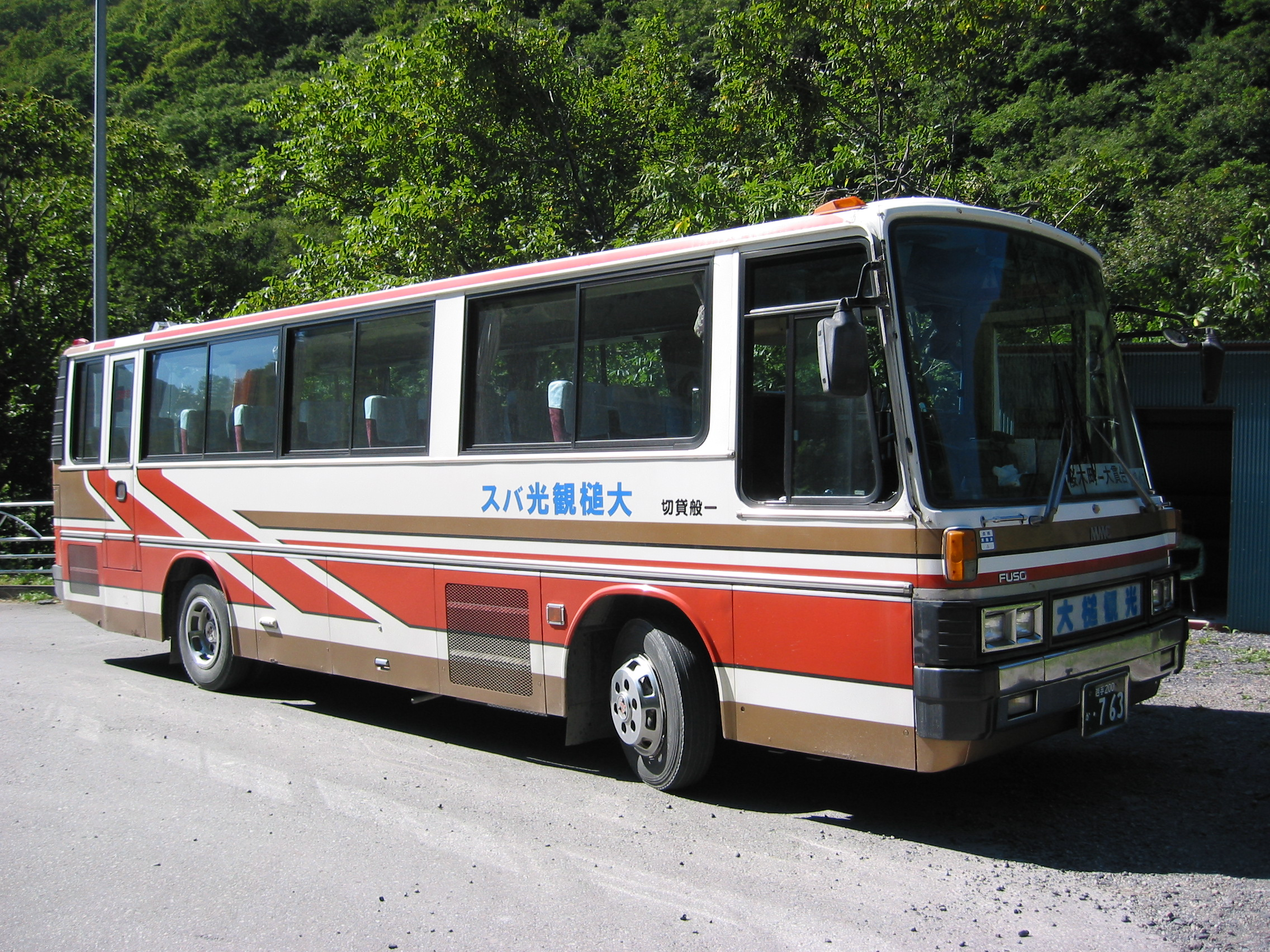
金沢線の車両

大槌町からの委託を受けて、「大槌町民バス」を運行している。運行路線は下記の通り。太字はフリー区間。

### 金沢赤浜線
- 赤浜バスセンター - 旧安渡小学校前 - 県立大槌病院前 - マスト前 - 大槌駅 - おしゃっち前 - 追又 - 大柾橋 - 大槌第5仮設団地前 - 金沢 - 大貫台
- ※赤浜バスセンター - 旧安渡小学校前 - 県立大槌病院前 - マスト前 - 大槌駅 - おしゃっち前 - 追又 - 大柾橋 - 大槌第5仮設団地前
- 県立大槌病院前 - マスト前 - 大槌駅 - おしゃっち前 - 追又 - 大柾橋 - 大槌第5仮設団地前 - 金沢 - 大貫台
- ※県立大槌病院前 - マスト前 - 大槌駅 - おしゃっち前 - 追又 - 大柾橋 - 大槌第5仮設団地前
  - ※の経路は土・日・祝日運休。

### 小鎚浪板線
- 浪板仮設商店街前 - 吉里吉里三丁目 - きらり商店街 - 大槌駅 - マスト前 - 県立大槌病院前 - 臼沢橋 - 札場 - 徳並 - 上長井
- 浪板仮設商店街前 - 吉里吉里三丁目 - きらり商店街 - 大槌駅 - マスト前 - 県立大槌病院前 - 臼沢橋 - 札場 - 徳並
- 浪板仮設商店街前 - 吉里吉里三丁目 - きらり商店街 - 大槌駅 - マスト前 - 県立大槌病院前 - 臼沢橋 - 札場
- きらり商店街 - 大槌駅 - マスト前 - 県立大槌病院前 - 臼沢橋 - 札場 - 徳並
- きらり商店街 - 大槌駅 - マスト前 - 県立大槌病院前 - 臼沢橋 - 札場
  - 上長井発着は火曜・水曜・金曜のみ運行。
  - 徳並発着は月曜・木曜のみ運行。

### 循環線
- 大槌駅 - きらり商店街 - 郵便局前 - 県立大槌病院前 - マスト前 - 公園前 - 役場前 - 大槌駅
  - 月曜・火曜・木曜のみ運行。

## その他
- 東日本大震災により所有車両の損害をうけ復旧に支障を生じていたが、京阪バスから旧・京阪宇治交通所属車両の譲渡や、岡山県を主力とする両備グループよりバス一台の寄贈を受け運行を継続している